# Гуга (Румунія)
Гуга (рум. Guga) — село у повіті Клуж в Румунії. Входить до складу комуни Кешею.
Село розташоване на відстані 360 км на північний захід від Бухареста, 57 км на північ від Клуж-Напоки.

## Населення
За даними перепису населення 2002 року у селі проживали 317 осіб, з них 316 осіб (99,7%) румунів. Усі жителі села рідною мовою назвали румунську.